# Bahadur Shah II.

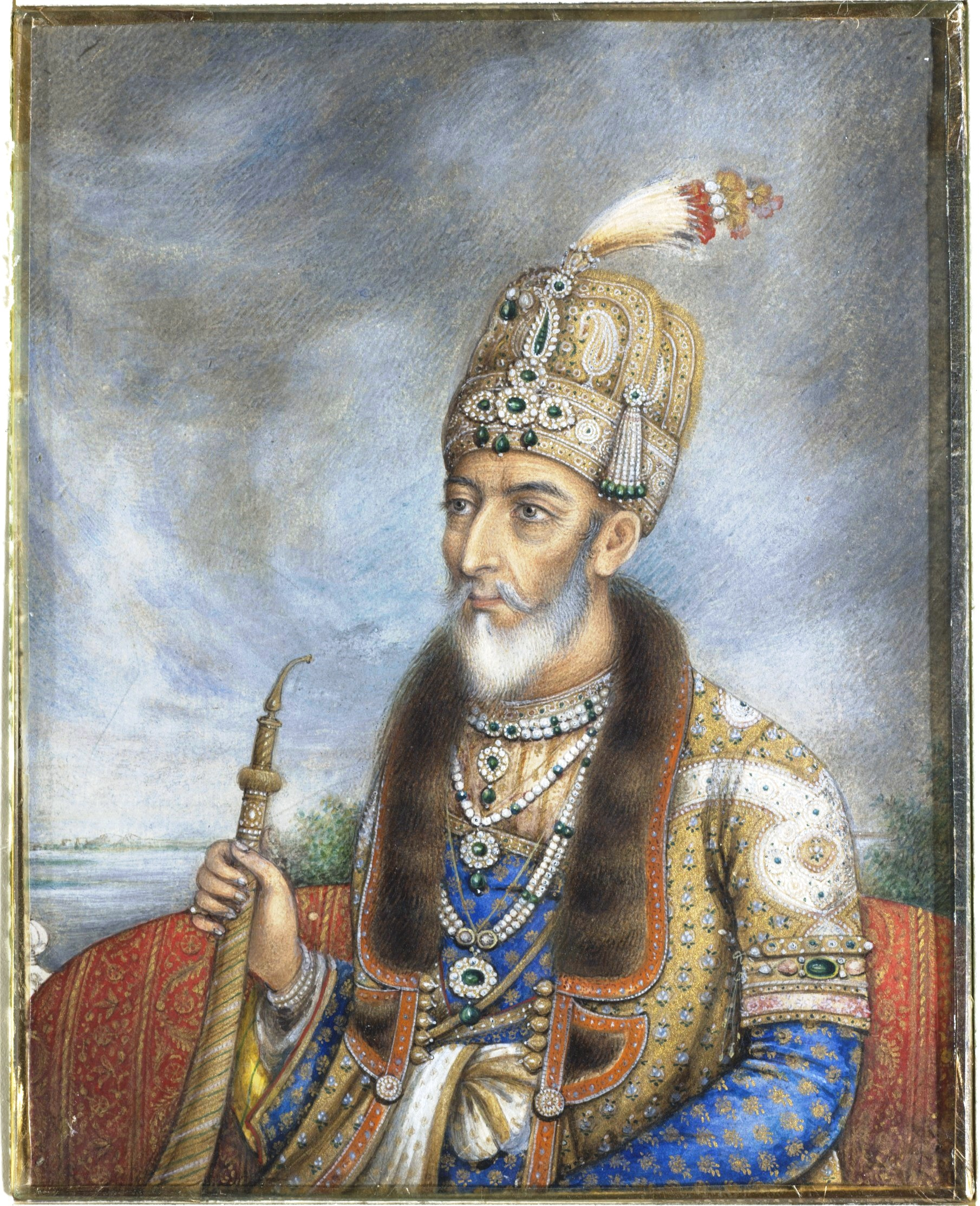
Bahadur Shah II. (um 1850)

Mirza Abu Zafar Siraj-ud-din Muhammad, als Herrscher Bahadur Shah II. oder unter seinem Dichternamen Bahadur Shah Zafar (geb. 24. Oktober 1775 in Delhi; gest. 7. November 1862 in Rangun) war der letzte, nur noch nominell regierende Großmogul, und kurzfristig im Jahr 1857 Kaiser von Indien. Bahadur Shah II. gilt als berühmter Sufi-Dichter in der Sprache Urdu.

## Regierungszeit als Großmogul
Bahadur Shah war der zweite Sohn von Akbar Shah II. und seiner Frau Lalbai. Er wuchs im Roten Fort in Delhi auf und überlebte dabei die Plünderung Delhis durch den Afghanen Ghulam Qadir im Jahr 1778. Sein Großvater Großmogul Shah Alam wurde von Ghulam Qadir geblendet, konnte aber letztlich wieder auf den Thron gelangen. Er musste als Folge der Marathenkriege einen weiteren Machtverlust hinnehmen und starb 1806. 
Sein Nachfolger, Bahadurs Vater Akbar Shah II., war im Wesentlichen nur noch nomineller Herrscher des Mogulreiches, dem einst ein Konglomerat aus Reichsprovinzen, untergeordneten Fürstenstaaten und halbautonomen Städten und Dörfern zugeordnet war, hatte seinen beherrschenden Einfluss auf den indischen Subkontinent bereits im 18. Jahrhundert verloren. Nach wie vor galt jedoch der im Roten Fort in Delhi residierende Großmogul sowohl der indischen Bevölkerung als auch den indischen Provinzen und Staaten als nomineller Souverän. Dementsprechend hatte die Britische Ostindien-Kompanie sich noch zu Beginn des 19. Jahrhunderts auf offiziellen Papieren und Münzen als Vasall des Großmoguls bezeichnet und dem in Delhi ansässigen Vertreter der Kompanie die strikte Anweisung gegeben, dem Mogul mit dem Respekt zu begegnen, der dem obersten Herrscher von Hindustan zustand. Bereits ab den 1830er Jahren begann sich die britische Politik in diesem Punkt zu ändern. So überreichte die Britische Ostindien-Kompanie ab 1832 das zeremonielle Geschenk (nazr) nicht mehr, das die Verpflichtungen der Kompanie gegenüber dem Großmogul öffentlich unterstrichen hätte. Hochrangige Vertreter der Kompanie verzichteten nun auf den Antrittsbesuch beim Großmogul, wenn sie in Delhi weilten. Auf den Rupien, die die Ostindien-Kompanie ab 1835 herausgab, wurde der Name des Großmoguls entfernt. 
Nachdem der ursprüngliche Thronfolger Mirza Jahangir von den Briten aus Delhi exiliert worden war, wurde Bahadur Shah nach dem Tod seines Vaters am 28. September 1837 Shah Großmogul. Während das kulturelle Leben in Delhi unter seiner Herrschaft blühte, war er allerdings politisch nahezu einflusslos. Bis 1857 demonstrierten eine Reihe von Maßnahmen und Ereignissen dem Großmogul und seinem Hofstaat, welche Bedeutungslosigkeit ihnen die Briten mittlerweile beimaßen. Ab 1850 war es allen britischen Untertanen untersagt, Titel und Ehrungen seitens des Großmoguls anzunehmen. Der Einflussbereich von Bahadur Shah beschränkte sich letztlich auf seinen Palast, das Rote Fort in Delhi. Kein indischer Fürst durfte ihn hier ohne die Erlaubnis von Thomas Metcalfe, den ranghöchsten Vertreter der Kompanie vor Ort aufsuchen. Metcalfe versuchte auch die Thronfolge zu beeinflussen. Üblich war es, dass der Großmogul unter seinen Söhnen denjenigen bestimmte, der aus seiner Sicht der am meisten geeignete Nachfolger war. Zu den von ihm verfolgten Zielen gehörte die Sicherstellung, dass nach dem Tod von Bahadur Shah II. die Herrschaftsrolle der Mogule erlöschen sollte (sogenannte Doctrine of Lapse). Bahadur Shah dagegen versuchte, seinen Lieblingssohn Mirza Jawan Bakht als Thronfolger durchzusetzen. Der Tod von Metcalfe im Jahre 1853 wird gelegentlich auf eine Vergiftung im Auftrag von Zinat Mahals, der Mutter von Mirza Jawan Bakht, zurückgeführt.

Diese Politik hatte zur Folge, dass eine Reihe der Würdenträger am Hof des Großmoguls bereit war, die Aufständischen des 1857 ausgebrochenen Sepoy-Aufstandes zu unterstützen.

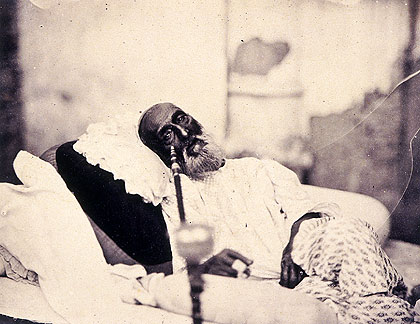
Das Foto von Robert Christopher Tytler zeigt Bahadur Shah II. im Alter von 82 Jahren kurz vor seiner Verurteilung in Delhi 1858. Es ist möglicherweise die einzige Fotografie, die je von einem Mogulkaiser gemacht wurde.

## Rolle im Indischen Aufstand von 1857
Bahadur Shah Zafar II. war zwar nominell der Anführer des antibritischen Aufstands von 1857 gesehen, spielte aber keine aktive Rolle. Die Unterstützung der Aufständischen wurde außerdem nicht von allen Angehörigen des Hofes des Großmoguls geteilt. Die britische Seite wurde unter anderem von Zafars Lieblingsfrau Zinat Mahal unterstützt, die damit auch die Hoffnung verbunden haben mag, dass die Briten die Thronfolge ihres Sohnes Jawan Bakht sichern würden. Jawan Bakht übernahm im Gegensatz zu seinem älteren Halbbruder Mirza Mughal während des Aufstands niemals eine aktive Rolle. Im Zuge des Aufstandes wurde Delhi besetzt und Bahadur Shah II. im Mai 1857 zum Kaiser von Indien proklamiert. 
Am 14. September begann die britische Rückeroberung von Delhi, die sich bis zum 20. September hinzog. Das Versteck von Bahadur Shah auf dem Areal des Humayun-Mausoleums wurde von einem seiner Schwiegersöhne verraten und der Großmogul von dem britischen Offizier William Hodson gefangen genommen. Zwei seiner Söhne sowie einer seiner Enkel wurden unmittelbar nach der Gefangennahme von William Hodson erschossen. Bahadur Shah II. wurde im März desselben Jahres im Alter von 82 Jahren von einem Kriegsgericht der Mitschuld an der Revolte schuldig gesprochen, abgesetzt und nach Rangun im britisch besetzten Teil Birmas verbannt, wo er am 7. November 1862 starb.

## Nachwirkung
Das verbliebene Territorium des Mogulreichs wurde am 2. August 1858 gemeinsam mit allen anderen Territorien unter direkter Kontrolle der Britischen Ostindien-Kompanie mit Wirkung zum 1. November der neu gegründeten Kolonie Britisch-Indien übereignet. Die britische Königin Victoria nahm im Jahr 1876 in Anknüpfung an die Großmogule den Titel einer Kaiserin von Indien an.

## Religion und Dichtung
Bahadur Shah war Anhänger des Sufismus; er galt als Pir und umgab sich mit einem Kreis von Dichtern.

## Familie

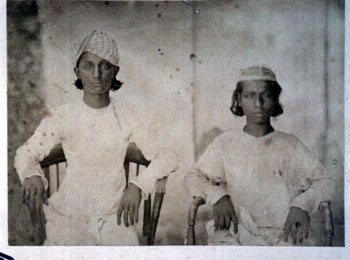
Söhne von Bahadur Shah – links Mirza Shah Abbas, rechts Jawan Bakht

Bahadur Shah Zafar hatte vier Frauen und zahlreiche Konkubinen. Seine Frauen waren:
- Begum Ashraf Mahal
- Begum Akhtar Mahal
- Begum Zeenat Mahal (auch Zinat Mahal) (1821–1882)
- Begum Taj Mahal

Er hatte zwanzig Söhne, darunter:
- Mirza Dara Bakht Miran Shah (1790–1841)
- Mirza Fath-ul-Mulk Bahadur (auch Mirza Fakhru) (1816–1856)
- Mirza Mughal (1817–1857)
- Mirza Khizr Sultan (1834–1857)
- Mirza Abu Bakr (1837–1857)
- Mirza Jawan Bakht (1841–1884)
- Mirza Shah Abbas (1845–1910)

Er hatte zweiunddreißig Töchter, darunter:
- Rabeya Begum
- Begum Fatima Sultan
- Kulsum Zamani Begum